# رجيع
الرَّجيع أو الخِلْف هو الكلأ الناتج من الحشَّة الثانية. وهو الأوراق الناتجة عن الفروع كما في التبغ. فبعد حش الكلأ للمرة الأولى في المروج البرية يعاود الكلأ النمو، فيجمع هذا الكلأ ويستخدم علفًا للدواب والمواشي.